# Lithobius sachalinus
Lithobius sachalinus är en mångfotingart som beskrevs av Karl Wilhelm Verhoeff 1937. Lithobius sachalinus ingår i släktet Lithobius och familjen stenkrypare. Inga underarter finns listade i Catalogue of Life.